# Sulislav
Sulislav (německy Solislau) je obec v okrese Tachov v Plzeňském kraji. Nachází se 32 kilometrů východně od Tachova a 22 kilometrů západně od Plzně. Žije zde 221 obyvatel.

## Historie
První písemná zmínka o obci pochází z roku 1193. Tehdy byla v majetku starého šlechtického rodu Drslaviců. Sulislav v roce 1575 přestala být samostatným rytířským statkem a přešla do vlastnictví města Stříbra. V obci se až do třicátých let 20. století udržela výrazná převaha českého obyvatelstva. Odborníci zmiňují takzvaný sulislavský národnostní ostrůvek.
V letech 1938 až 1945 byl Sulislav v důsledku uzavření Mnichovské dohody přičleněn, pod názvem Solislau, k  nacistickému Německu.

## Obyvatelstvo
| Rok            | 1869 | 1880 | 1890 | 1900 | 1910 | 1921 | 1930 | 1950 | 1961 | 1970 | 1980 | 1991 | 2001 | 2011 | 2021 |
| -------------- | ---- | ---- | ---- | ---- | ---- | ---- | ---- | ---- | ---- | ---- | ---- | ---- | ---- | ---- | ---- |
| Počet obyvatel | 324  | 303  | 297  | 301  | 285  | 282  | 335  | 200  | 225  | 194  | 206  | 188  | 185  | 215  | 214  |
| Počet domů     | 47   | 50   | 54   | 57   | 56   | 57   | 65   | 59   | 54   | 51   | 53   | 61   | 69   | 74   | 77   |

## Obecní správa
Mezi lety 1869–1980 Sulislav byl obcí v okrese Stříbro (1869–1950), posléze v okrese Plzeň-sever (1960–1962)[zdroj?] a později v okrese Tachov. Od 1. července 1980 do 31. prosince 1991 patřil jako část města k Stříbru a od 1. ledna 1992 je opět samostatnou obcí. V letech 1850–1879 k obci patřil Butov.

### Obecní symboly
Znak a vlajka byly obci uděleny rozhodnutím předsedy Poslanecké sněmovny Parlamentu České republiky dne 25. března 2005.

## Pamětihodnosti
- Kostel svatého Vavřince
- Socha svatého Jana Nepomuckého
- Dům čp. 26
- Dva kilometry západně od vesnice v bývalo na ostrožně nad Sulislavským potokem eneolitické hradiště Sulislav.[9]

## Galerie

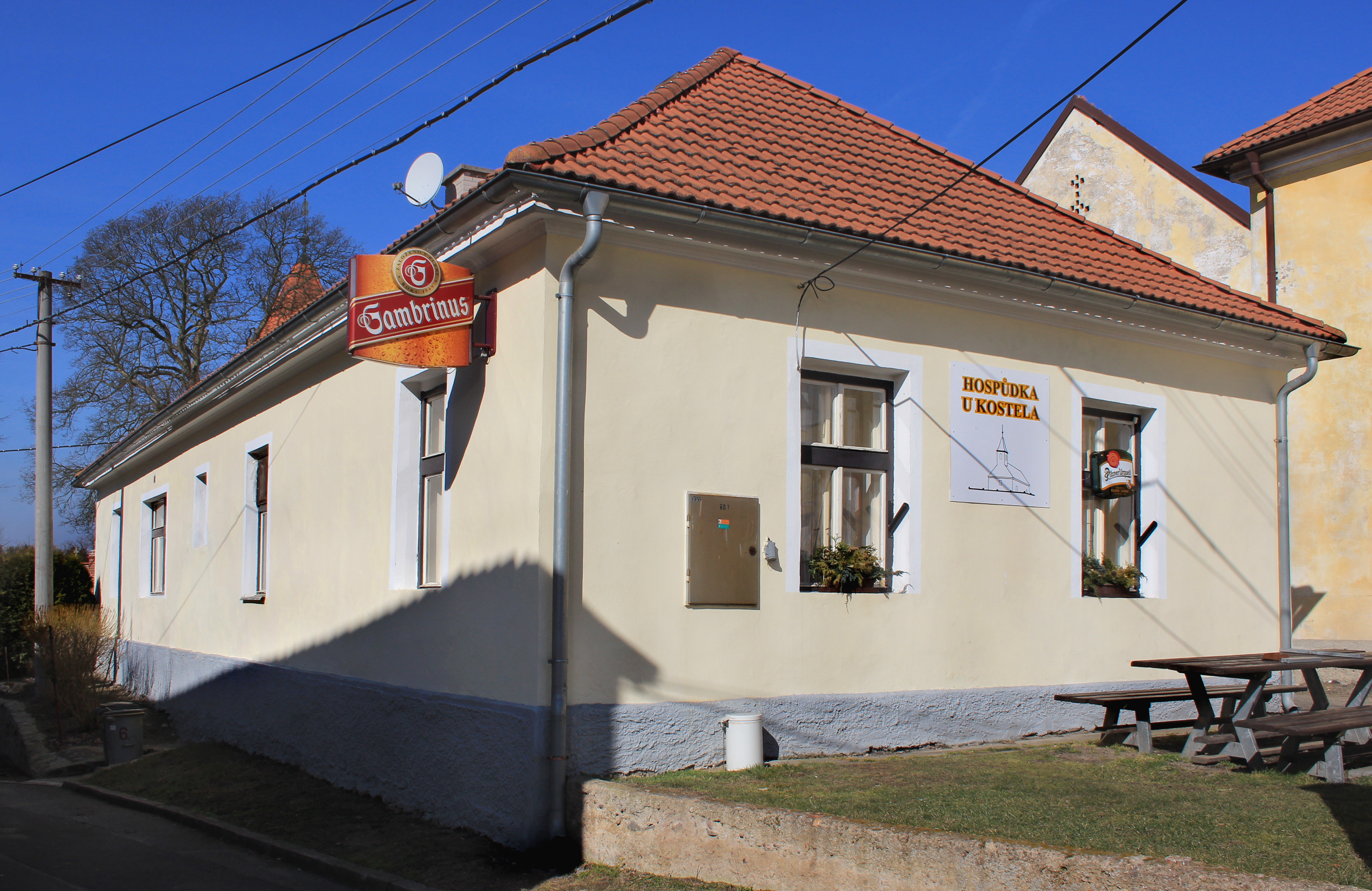
Hospoda u kostela
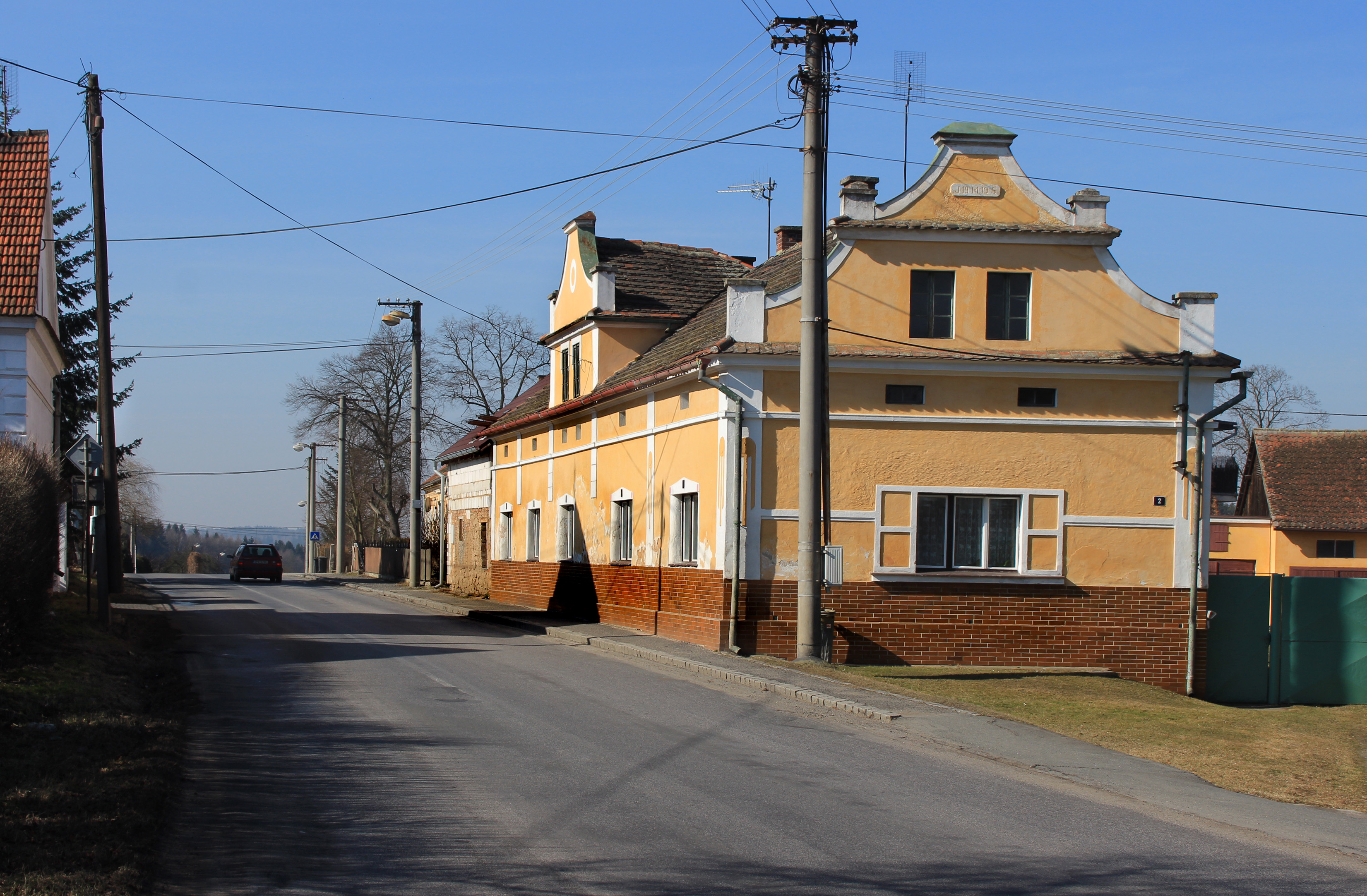
Silnice ke Stříbru
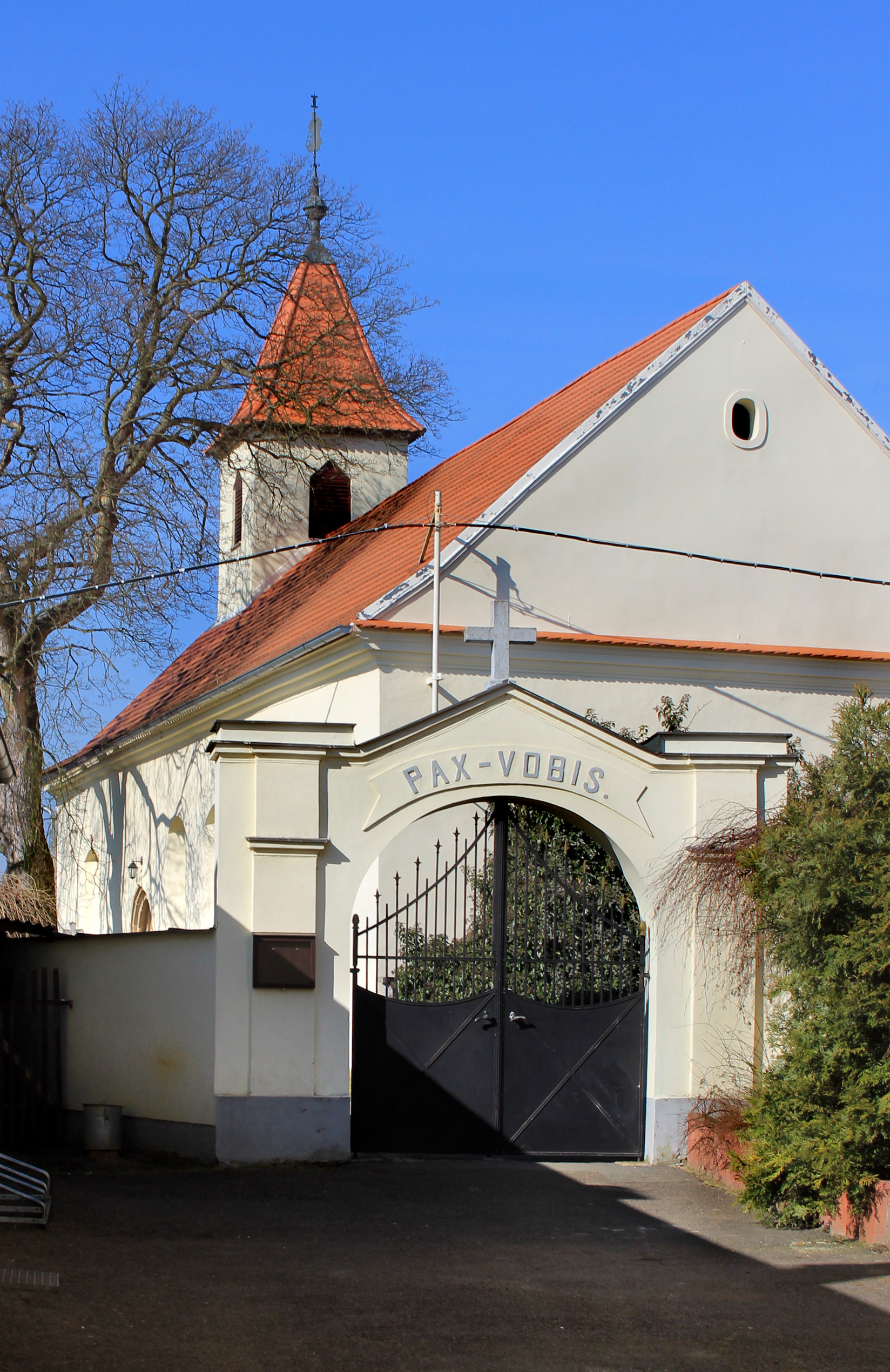
Hřbitovní brána